# 北陈集镇
北陈集镇，是中华人民共和国江苏省连云港市灌南县下辖的一个乡镇级行政单位。

## 行政区划
北陈集镇下辖以下地区：
陈集社区、王口村、尹荡村、上淋村、安淋村、沂南村、海防村、港咀村、官沟村、八庄村、大有村、三友村、棋杆村、邵庄村和杨圩村。